# Piktisk (sprog)
Piktisk er et uddødt brittonsk sprog, der blev talt af pikterne, folket i det østlige og nordlige Skotland fra senantikken til den tidlige middelalder. Der er nærmest ingen direkte eksempler bevaret på piktisk bortset fra et begrænset af geografiske og personnavne, der findes i monumenter og tidlige middelalderlige skrifter fra området som blev kontrolleret af piktiske kongeriger. Disse beviser peger stærkt mod at sproget var et økeltiske sprog relateret til britisk, der blev talt før den angelsaksiske bosættelse i Storbritannien i hvad der nu er det sydlige Skotland, England og Wales.
De fremherskende syn på sproget i første halvdel af 1900-tallet var, at pitkisk var et ikke-indøuropæiske isolerede sprog, der gik forud for den gælisk bosættelse i Skotland, eller at ikke-indoeuropæisk piktisk og britisk-piktisk sprog sameksisterede.
Piktisk blev erstattet af - eller omdannet til - gælisk i de senere senere århundrede af den piktiske periode. Under Domnall mac Causantíns styre (889–900), begyndte udefrakommende at omtale området som kongeriget Alba i stedet for Pikternes Kongerige. Det piktiske sprog forsvandt dog ikke pludseligt. En proces med gælicificering (der kan være begyndt generationer tidligere) var tydeligvis i gang under Domnall og hans efterfølgere. På et tidspunkt, sandsynligvis i 1000-tallet, hvor alle indbyggerne i Alba var blevet fuldt gælificerede skotter, og den piktiske identitet var glemt.

## Stednavne
Mange primære bosættelse og geografiske steder i områder har navn, der har en piktisk oprindelse:
- Aberdeen, Aberdeenshire. Betyder "munden for floden Don" (jf. Walisisk aber, "flodmunding, sammenløb").[1]
- Cupar, Fife. Betyder "sammenløb" (jf. walisisk cymer).[3][4]
- Keith, Banffshire. Betyder "skov" (jf. walisisk coed).[1]
- Kirkcaldy, Fife. Betyder "sted ved hård fort" fra caer, "fort" og caled, "hård".[5]
- Perth, Perthshire. Betyder "skov, lund" (jf. walisisk perth).[3]
- Yell, Shetland. Betyder "ufrugtbart land" (jf. walisisk iâl).[6]